# مقاطعة بويل (كنتاكي)
مقاطعة بويل (بالإنجليزية: Boyle County)‏ هي إحدى المقاطعات في ولاية كنتاكي في الولايات المتحدة الأمريكية.

## أعلام
- ستيفن برايت
- جيمس إس. جاكسون
- جوزيف كلارك
- جون مارشال هارلان
- جيريمياه بويل